# Lopo Vaz de Sampaio e Melo
Lopo Vaz de Sampaio e Melo (Sabrosa, Gouvinhas, 29 de Setembro de 1848 – Lisboa, 20 de Março de 1892) foi um político português.
Foi o Ministro da Justiça encarregue da Reforma Penal de Sampaio e Melo que, em 1884, promoveu a alteração substancial do Código Penal Português de 1852, e Ministro dos Negócios da Instrução Pública (interinamente) entre 21 de Maio de 1891 e 17 de Janeiro de 1892.

## Biografia
Licenciado em Direito, é eleito deputado pelo Partido Reformista com 22 anos de idade. Em 1877, é reeleito, desta vez pelo Partido Regenerador. No ano seguinte, é designado para Director-Geral da Instrução Pública e, em Novembro de 1878, é nomeado para a Direcção-Geral das Alfândegas e Contribuições Directas. Em 1881, assume a pasta dos Negócios da Fazenda e, quatro anos mais tarde, é responsável pela pasta da Justiça, pasta a que voltará em 1890. Em 1891, é designado para Ministro dos Negócios do Reino e da Instrução Pública e Belas Artes. Foi vogal do Supremo Tribunal Administrativo e Par do reino.

## Vida pessoal
Casou-se com Virgínia de Chaves e Melo Gomes Lages, com quem teve cinco filhos.